# 丹藤佳紀
丹藤 佳紀（たんどう よしのり、1940年 - ）は、日本のジャーナリスト、元読売新聞記者。中国研究者。

## 略歴
福島県会津若松市生まれ。福島県立会津高等学校卒、1963年東京外国語大学中国語科卒、読売新聞社入社。横浜支局を経て外報部勤務。サイゴン・ソウル・北京各特派員、北京支局長、編集委員。2000年から2006年まで東洋大学教授を務める。日中友好協会参与。

## 著書
- 『キーワードで読む現代中国』岩波書店 同時代ライブラリー 1995
- 『中国現代ことば事情』岩波新書 2000

### 翻訳
- バーツラフ・シュミル『中国の環境危機』高井潔司共訳 亜紀書房 1996
- 胡鞍鋼,鄢一龍, 魏星『2030年中国はこうなる GDP、国内格差、環境問題…近未来の姿を詳細予測』石井利尚共訳 科学出版社東京 2012
- 丁学良『検証「中国経済発展モデル」の真実 その起源・成果・代償・展望』監訳 阿部亘訳 科学出版社東京 2013
- 胡鞍鋼『中国集団指導制 チャイナ・セブンを生んだ独自の人材発掘、育成システム』科学出版社東京 2014

## 参考
- 『現代日本人名録』2002年